# Christian Quix

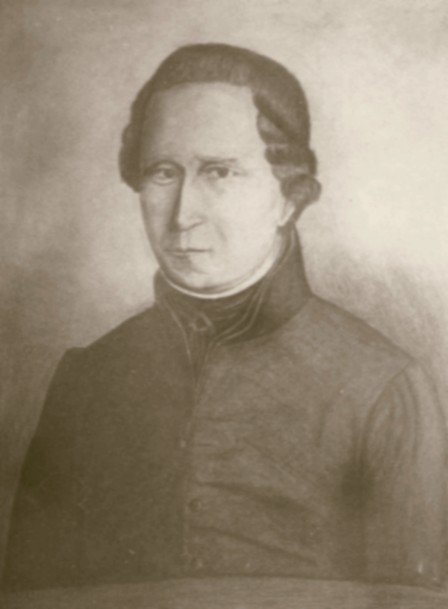
Christian Quix

Christian Quix (* 8. Oktober 1773 in Hoensbroek; † 13. Januar 1844 in  Aachen) war ein deutscher katholischer Priester, Heimatforscher sowie Leiter der Stadtbibliothek Aachen.

## Leben und Wirken
Christian Quix, Sohn einer typischen Pächterfamilie großer Bauernhöfe aus der niederländischen Provinz Limburg, strebte nach seinem Abitur zunächst eine theologische Laufbahn an. Nach seinem Eintritt 1792 in den Karmeliterorden studierte er katholische Theologie und empfing 1795 die Priesterweihe. Für Quix gab es jedoch auf Grund der Aufhebung des Mönchsordens durch die Franzosen im Département de la Roer dort keine Arbeitsperspektiven mehr und er beschloss, aus dem Orden auszutreten und als Privatlehrer weiterzuarbeiten und sich darüber hinaus historisch fortzubilden. Im Jahr 1806 wurde Quix als Oberlehrer an die damalige Secundar-Schule, dem heutigen Kaiser-Karls-Gymnasium für die Fächer alte Sprachen, Geschichte und Naturgeschichte berufen, wozu er sich allerdings erst einmal selber in diesen Fächern weiterbilden lassen musste. Er bewältigte seine pädagogische Arbeit souverän, bis er im Jahr 1823 auf Grund von Schwerhörigkeit aus dem Schuldienst austreten musste.
Jetzt, als „Frühpensionär“, widmete sich Quix verstärkt der Erforschung der Lokalgeschichte, sammelte aus den verschiedensten umliegenden Klöstern und Ämtern Urkunden und Archivalien, wertete diese aus oder schrieb sie in mühseliger Kleinarbeit ab. Ab dem Jahre 1825 veröffentlichte er beginnend mit der „historischen Beschreibung des Aachener Münsters und der Heiligtumsfahrt in Aachen“ dazu zahlreiche und ausführliche Aufsätze. Ab 1830 pflegte Quix einen regen Gedankenaustausch mit dem Historiker Johann Friedrich Böhmer (1795–1863), der ihn unter anderem dazu ermunterte, einen „codex diplomaticus aquensis“ herauszugeben, den bereits der Aachener Historiker und Archivar Karl Franz Meyer (1728–1795) aufstellen wollte, aber selbst nicht mehr dazu gekommen war. Darin fanden unter anderem auch die von Simon Peter Ernst angefertigte Abschrift der annales aquensis Aufnahme, dessen Originalurkunden während der französischen Okkupation verloren gegangen waren. In seinem 1830 erschienenen zweibändigen Hauptwerk Geschichte der Stadt Aachen integrierte Quix schließlich seinen neu angefertigten codex diplomaticus.
Im Jahre 1833 wurde er auf Grund seines vielseitigen Engagements als Nachfolger von Franz Cazin zum Stadtbibliothekar ernannt und zusätzlich noch mit der Organisation des Stadtarchivs betraut, die beide zu diesem Zeitpunkt im Rathaus der Stadt Aachen untergebracht waren. In diesen Bereichen stellte Quix 1834 einen neuen, allerdings oberflächlichen und unzuverlässig gedruckten Katalog der Bibliothek zusammen und zusätzlich ein Verzeichnis der Archivalien. Aus falsch verstandenem Ordnungssinn, aber auch um eine seiner Vorstellung nach rein wissenschaftliche Bibliothek aufzubauen, veranlasste Quix, dass viele Erstausgaben vor allem der Schönen Literatur, aber auch vermeintliche oder echte Dubletten ausgesondert und versteigert wurden. Beide ihm anvertrauten Bereiche wurden nach seinem Tod von Josef Laurent (1808–1867) schließlich wieder neu aufgestellt, geordnet und fortgeführt.
Außer zur Lokalgeschichte verfasste Quix, seinem ursprünglichen theologischen Beruf entsprechend, weitere zahlreiche Werke über städtische, aber auch über im benachbarten Ausland befindliche Klöster und Kirchen. Einen weiteren Schwerpunkt bildeten schließlich noch umfangreiche genealogische Recherchen speziell über Adelsfamilien und deren Besitztümer. Quix schrieb wie ein Getriebener, was allmählich dazu führte, dass darunter die nötige Sorgfalt und Genauigkeit in der Wiedergabe der Urkunden sowie sein Schreibstil litt. Dies führte bei seinem früheren Weggefährten Böhmer zu der Äußerung: „Quixens Arbeit ist freilich hier und da sehr schlecht, indeß man muß dem alten kranken, wenig bemittelten Mann das, was er thut, immer noch danken, denn sonst geschähe nichts.“
Nach einer letzten großen Arbeit über den früheren Aachener Bürgermeister Gerhard Chorus (1285–1367) und die ihm zugeschriebenen Bautätigkeiten verstarb Christian Quix am 13. Januar 1844. Veranlasst durch Georg Heinrich Pertz (1795–1876) wurde seine umfangreiche Privatsammlung anschließend an die Königliche Bibliothek zu Berlin verkauft. Christian Quix fand seine letzte Ruhestätte auf dem Aachener Ostfriedhof.

## Schriften (Auswahl)
- Historische Beschreibung der Münsterkirche und der Heiligthums-Fahrt in Aachen nebst der Geschichte der Johannisherren. Math. Urlichs, Aachen 1825. (GenWiki, Textarchiv – Internet Archive).
- Die Frankenburg, insgemein Frankenberg genannt und die Vogtei über Burtscheid. Math. Urlichs, Aachen 1829 (GenWiki, Textarchiv – Internet Archive).
- Die Pfarre zum h. Kreuz und die ehemalige Kanonie der Kreuzherren in Aachen. Math. Urlichs, Aachen 1829. (ULB Düsseldorf, Textarchiv – Internet Archive).
- Historisch-topographische Beschreibung der Stadt Aachen und ihrer Umgebungen. DuMont Schauberg, Köln und Aachen 1829. (GenWiki, Textarchiv – Internet Archive).
- Die Königliche Kapelle und das ehemal. adelige Nonnenkloster auf dem Salvators-Berge, nebst Notizen über die vormaligen Weinberge bei der Stadt Aachen. Math. Urlichs, Aachen 1829 (MDZ München, Textarchiv – Internet Archive).
- Historisch-topographische Beschreibung der Stadt Burtscheid. Jacob Anton Mayer, Aachen und Leipzig 1832 (GenWiki, Textarchiv – Internet Archive).
- Das ehemalige Dominikaner-Kloster und die Pfarre zum heiligen Paul in Aachen. Math. Urlichs, Aachen 1833 (Google Buch)
- Geschichte der ehemaligen Reichs-Abtei Burtscheid, von ihrer Gründung im 7ten Jahrhunderte bis 1400. J. A. Mayer, Aachen 1834. (GenWiki, Textarchiv – Internet Archive).
- Schloss und ehemalige Herrschaft Rimburg die Besitzer derselben, vorzüglich die Grafen und Freiherren von Gronsfeld, nebst den umliegenden Dörferen. J. A. Mayer, Aachen 1835. (Digitalisat, Textarchiv – Internet Archive).
- Geschichte des Karmeliten-Klosters, der Villa Harna, der Gelehrtenschulen in Aachen vor Einführung des Jesuiten-Gymnasiums der vormaligen Herrschaft Eilendorf. Mayer, 1835 (Textarchiv – Internet Archive).
- Das ehemalige Spital zum h. Jacob, nachher. Klarissen-Kloster. Das Sepulchrissen-Kloster zu St. Leonard, und die Kanonie zum heil. Kreuz in der Grafschaft Daelheim. J. A. Mayer, Aachen 1836 (Textarchiv – Internet Archive).
- Geschichte der St. Peter-Pfarrkirche, des Spitals zum heil. Martin, der ehem. Regulirherren-Kanonie, des St. Anna-Klosters und des Synodal-Gerichts. Nebst Notizen über die Schlösser Kalkofen und Margraten, die Landgüter Kuckesrath, Vaelser-Neuhof und Hanbruch. Mit einer Lithographie und 40 Urkunden, Aachen 1836. (GenWiki, archive.org).
- Beiträge zu einer historisch-topographischen Beschreibung des Kreises Eupen, nebst einem Anhange: Die ehem. Herrschaft Mesch. J. A. Mayer, Aachen 1837. (GenWiki, Textarchiv – Internet Archive).
- Geschichte der Schlösser Schonau und Uersfeld nebst dem Dorfe Verlautenheid. J. A. Mayer, Aachen 1837 (Textarchiv – Internet Archive).
- Die Grafen von Hengebach. Die Schlösser und Städtchen Heimbach und Niedeggen. Die ehemaligen Klöster Marienwald und Bürvenich und das Collegiatstift nachheriges Minoriten Kloster vor Niedeggen; geschichtlich dargestellt. Hensen (Hrsg.); Aachen 1839 (Textarchiv – Internet Archive).
- Codex Diplomaticus Aquensis. 1. Band, J. Hensen in Comm, Aachen 1839 (ULB Düsseldorf).
- Codex Diplomaticus Aquensis. 2. Band, J. Hensen in Comm, Aachen 1840 (ULB Düsseldorf).
- Beiträge zu einer historisch-topographischen Beschreibung des ehemaligen Herzogthums Jülich. Münster 1840, nachgedruckt aus Zeitschrift für vaterländische Geschichte und Alterthumskunde, Band 3, Heft 1 (Digitalisat).
- Geschichte der Stadt Aachen, nach Quellen bearbeitet. 1. Band, J. Hensen in Comm, Aachen 1840 (ULB Düsseldorf, Textarchiv – Internet Archive).
- Geschichte der Stadt Aachen, nach Quellen bearbeitet. 2. Band, J. Hensen in Comm, Aachen 1841 (ULB Düsseldorf)
- Die Reichsgrafen von Schaesberg zu Kerpen und Lommersum, die Freiherren von Schaesberg zu Streithagen und die Freiherren Judenkopf von Streithagen zu Müllenbach und Mittel-Uersfeld – ein genealogischer Versuch. Jos. Schleiden jr, Aachen 1841. (archive.org).